# Juan de Grijalva

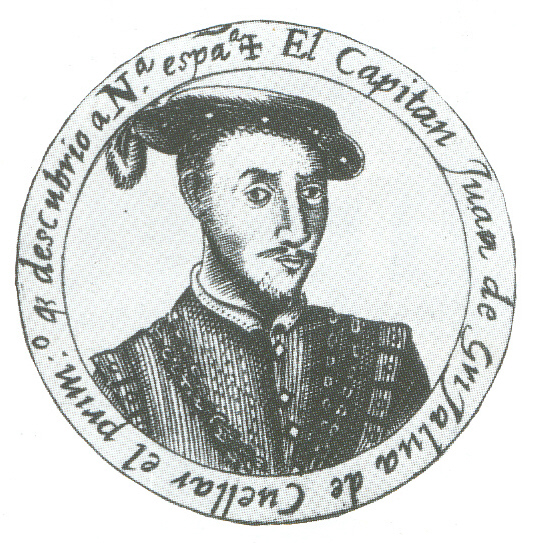
Porträt von Juan de Grijalva

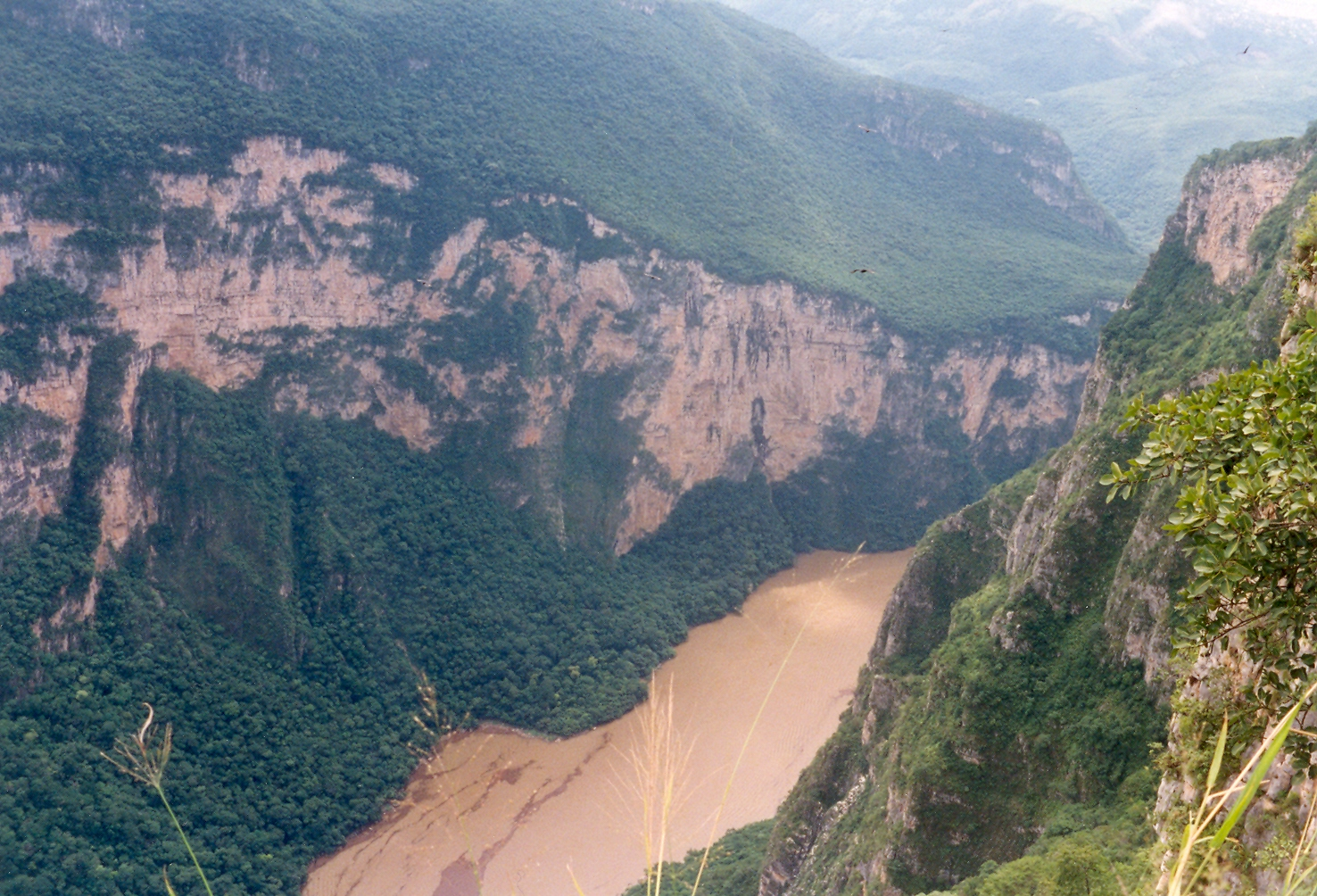
Der Grijalva-Fluss in Chiapas, Mexiko

Die Expedition des Juan de Grijalva im Jahr 1518

Juan de Grijalva (* 1490; † 21. Januar 1527) war ein spanischer Entdecker. Er setzte am 19. Juni 1518 als erster Europäer seinen Fuß auf aztekisches Gebiet. Der Spanier erkundete unbekannte Regionen im Auftrag seines Onkels, des Statthalters von Kuba, Diego Velázquez de Cuéllar.

## Leben
Am 1. Mai 1518 lief Grijalva mit vier Schiffen und 300 Mann von Kuba in Richtung Yucatán aus. Er landete, wie Francisco Hernández de Córdoba 1517, zuerst auf der Insel Cozumel. Grijalva war ein vorsichtiger Mann, denn der Tod von Hernández hatte ihn gewarnt. So waren die eigenen Verluste bei Kämpfen mit den Ureinwohnern weitaus geringer. Grijalva fand viele Beweise für eine Hochkultur und führte erste Unterredungen mit dem Maya-Kaziken Tabscoob, der sich taufen ließ und den Namen Lázaro erhielt. Die Spanier tauschten Goldschmuck und Edelsteine ein.
Seine Reise ging weiter nach Norden. Dort traf er auf das Volk der Totonaken. Diese erzählten ihm von einem großen Reich weiter im Westen. Seine Begleiter wollten sogleich eine Siedlung errichten, um noch mehr Schätze zu erwerben. Grijalva lehnte dies ab und schickte Pedro de Alvarado mit den ersten Schätzen nach Kuba zurück. Auf der Insel Isla de Sacrificios fand Grijalva Überreste von Menschenopfern. Die Spanier entdeckten mehrere große Gebäude und Pyramiden. Am Río Banderas trafen sie zum ersten Mal auf Azteken. Mit ihnen tauschte Grijalva Gold ein, segelte weiter nach Norden bis zum Pánuco-Fluss und kehrte dann nach Kuba zurück.
In Kuba herrschte aufgrund der großen Gold- und Edelsteinfunde inzwischen helle Aufregung. Grijalva wurde vom Gouverneur Diego Velázquez de Cuéllar nicht gerade freundlich empfangen. Velázquez warf ihm vor, die Besiedlung der Region leichtfertig verspielt zu haben.
Als Francisco de Garay versuchte, das Gebiet am Pánuco-Fluss zu erobern, war auch Grijalva als Kapitän eines Schiffes dabei. Garay scheiterte kläglich – er fand keine Schätze und konnte seine Leute nicht ernähren. Sie liefen in Scharen zu Hernán Cortés über; nur Grijalva und seine Leute blieben. Cortés erkannte die Qualitäten dieses Offiziers und bot ihm an, unter seinem Kommando zu dienen oder 2000 Piaster zu nehmen und damit nach Kuba zurückzukehren, denn als selbständigen Eroberer wollte Cortés diesen Mann nicht in seiner Nähe wissen. Grijalva nahm das Geld und kehrte nach Kuba zurück.
Juan de Grijalva starb im Jahr 1527 durch die Hand von Indios beim Versuch der Eroberung von Honduras unter Pedro Arias Dávila.
Der Río Grijalva im Südwesten Mexikos wurde nach ihm benannt. 